# Toronto Falcons 1967
Questa pagina raccoglie i dati riguardanti i Toronto Falcons nelle competizioni ufficiali della stagione 1967.

## Stagione
Il club, dopo aver accorciato il nome da Toronto Italia-Falcons in Toronto Falcons, ottenne il quarto posto nella Western Division della NPSL. Yanko Daučík fu il capocannoniere della squadra e del torneo con 20 reti ed il miglior assist-man con otto passaggi decisivi.
Giocatore più rappresentativo del club fu il fuoriclasse László Kubala, alla sua ultima stagione agonistica, che portò in squadra il figlio Branko, suo cognato Yanko Daučík, ed il suocero Ferdinand Daučík nelle vesti di allenatore.

## Organigramma societario
Area direttiva
- Presidente: Joe Peters

Area tecnica
- Allenatore: Ferdinand Daučík
- Assistente: Hector Leonardo Marinaro

## Rosa
| N. |                        | Ruolo | Calciatore           |
| -- | ---------------------- | ----- | -------------------- |
| 2  | Italia (bandiera)      | D     | Guglielmo Burelli    |
| 3  | Inghilterra (bandiera) | D     | Ken Bracewell        |
| 4  | Inghilterra (bandiera) | C     | Roy Turner           |
| 5  | Brasile (bandiera)     | C     | Dorivaldo Becca      |
| 6  | Argentina (bandiera)   | C     | Bernardo Vargas      |
| 7  | Argentina (bandiera)   | A     | Óscar López Scrochi  |
| 8  | Italia (bandiera)      | C     | Franco Rondanini     |
| 9  | Argentina (bandiera)   | A     | Eduardo Balassaniàn  |
| 10 | Spagna (bandiera)      | A     | Branko Kubala        |
| 11 | Inghilterra (bandiera) | A     | David Demaine        |
| 12 | Scozia (bandiera)      | P     | Bill Brown           |
| 14 | Argentina (bandiera)   | C     | Jorge Sánchez García |

| N. |                        | Ruolo | Calciatore       |
| -- | ---------------------- | ----- | ---------------- |
| 15 | Canada (bandiera)      | C     | Gastone Falcioni |
| 16 | Argentina (bandiera)   | A     | Jorge Bentivegna |
| 17 | Scozia (bandiera)      | D     | Jim Kelly        |
| 18 | Inghilterra (bandiera) | D     | Peter Simpson    |
| 18 | Inghilterra (bandiera) | D     | Brian Eastham    |
| 19 | Spagna (bandiera)      | A     | Yanko Daučík     |
| 20 | Italia (bandiera)      | D     | Antonio Kuk      |
| 21 | Spagna (bandiera)      | A     | László Kubala    |
| 22 | Spagna (bandiera)      | P     | Juan Benegas     |
|    | Giamaica (bandiera)    | D     | Henry Largie     |
|    | Giamaica (bandiera)    | P     | Gauntlett Rowe   |
|    | Inghilterra (bandiera) | P     | Nigel Sims       |

## Risultati
Ogni squadra disputava trentadue incontri.
| 16 aprile 1967 | Philadelphia Spartans | 2 – 0 | Toronto Falcons | Temple Stadium |

| 18 aprile 1967 | Chicago Spurs | 1 – 0 | Toronto Falcons | Soldier Field |

| 22 aprile 1967 | Pittsburgh Phantoms | 4 – 3 | Toronto Falcons | Forbes Field |

| 30 aprile 1967 | Oakland Clippers | 2 – 1 | Toronto Falcons | Oakland-Alameda County Coliseum |

| 3 maggio 1967 | Los Angeles Toros | 1 – 3 | Toronto Falcons | Memorial Coliseum |

| 10 maggio 1967 | Atlanta Chiefs | 3 – 2 | Toronto Falcons | Atlanta Stadium |

| 14 maggio 1967 | Toronto Falcons | 1 – 2 | Pittsburgh Phantoms | Varsity Stadium (7.460 spett.) |

| 21 maggio 1967 | St. Louis Stars | 0 – 0 | Toronto Falcons | Busch Memorial Stadium |

| 23 maggio 1967 | Toronto Falcons | 1 – 4 | Atlanta Chiefs | Varsity Stadium (2.876 spett.) |

| 28 maggio 1967 | Toronto Falcons | 2 – 7 | Philadelphia Spartans | Varsity Stadium (2.664 spett.) |

| 31 maggio 1967 | Baltimore Bays | 0 – 2 | Toronto Falcons | Memorial Stadium |

| 2 giugno 1967 | Toronto Falcons | 2 – 1 | N.Y. Generals | Varsity Stadium (1.861 spett.) |

| 6 giugno 1967 | Toronto Falcons | 4 – 1 | Chicago Spurs | Varsity Stadium (2.264 spett.) |

| 10 giugno 1967 | Baltimore Bays | 3 – 2 | Toronto Falcons | Memorial Stadium |

| 13 giugno 1967 | Toronto Falcons | 0 – 3 | Oakland Clippers | Varsity Stadium (4.116 spett.) |

| 17 giugno 1967 | N.Y. Generals | 5 – 3 | Toronto Falcons | Yankee Stadium |

| 23 giugno 1967 | Toronto Falcons | 3 – 1 | St. Louis Stars | Varsity Stadium (5.934 spett.) |

| 30 giugno 1967 | Toronto Falcons | 2 – 1 | Baltimore Bays | Varsity Stadium (3.016 spett.) |

| 4 luglio 1967 | Toronto Falcons | 2 – 1 | Atlanta Chiefs | Varsity Stadium (2.723 spett.) |

| 11 luglio 1967 | Toronto Falcons | 2 – 4 | Baltimore Bays | Varsity Stadium (4.723 spett.) |

| 15 luglio 1967 | Philadelphia Spartans | 0 – 0 | Toronto Falcons | Temple Stadium |

| 19 luglio 1967 | Atlanta Chiefs | 4 – 1 | Toronto Falcons | Atlanta Stadium |

| 21 luglio 1967 | Toronto Falcons | 1 – 2 | Oakland Clippers | Varsity Stadium (4.982 spett.) |

| 28 luglio 1967 | Toronto Falcons | 6 – 1 | Los Angeles Toros | Varsity Stadium (4.271 spett.) |

| 1 agosto 1967 | Toronto Falcons | 3 – 3 | Chicago Spurs | Varsity Stadium (3.982 spett.) |

| 6 agosto 1967 | Oakland Clippers | 2 – 0 | Toronto Falcons | Oakland-Alameda County Coliseum |

| 9 agosto 1967 | Los Angeles Toros | 1 – 1 | Toronto Falcons | Memorial Coliseum |

| 11 agosto 1967 | Toronto Falcons | 1 – 3 | Philadelphia Spartans | Varsity Stadium (3.104 spett.) |

| 15 agosto 1967 | Toronto Falcons | 0 – 1 | St. Louis Stars | Varsity Stadium (3.273 spett.) |

| 18 agosto 1967 | Chicago Spurs | 1 – 2 | Toronto Falcons | Soldier Field |

| 22 agosto 1967 | St. Louis Stars | 4 – 4 | Toronto Falcons | Busch Memorial Stadium |

| 25 agosto 1967 | Toronto Falcons | 5 – 2 | Los Angeles Toros | Varsity Stadium (3.426 spett.) |

## Statistiche

### Statistiche di squadra
| Competizione | Punti | In casa | In casa | In casa | In casa | In casa | In casa | In casa | In trasferta | In trasferta | In trasferta | In trasferta | In trasferta | In trasferta | In trasferta | Totale | Totale | Totale | Totale | Totale | Totale | Totale |
| Competizione | Punti | G       | V       | N       | P       | Bg      | Gf      | Gs      | G            | V            | N            | P            | Bg           | Gf           | Gs           | G      | V      | N      | P      | Bg     | Gf     | Gs     |
| ------------ | ----- | ------- | ------- | ------- | ------- | ------- | ------- | ------- | ------------ | ------------ | ------------ | ------------ | ------------ | ------------ | ------------ | ------ | ------ | ------ | ------ | ------ | ------ | ------ |
| NPSL         | 127   | 16      | 7       | 1       | 8       | 29      | 35      | 37      | 16           | 3            | 4            | 9            | 23           | 24           | 33           | 32     | 10     | 5      | 17     | 52     | 59     | 70     |